# Jean Dencausse
 (septembre 2015).
Si vous disposez d'ouvrages ou d'articles de référence ou si vous connaissez des sites web de qualité traitant du thème abordé ici, merci de compléter l'article en donnant les références utiles à sa vérifiabilité et en les liant à la section « Notes et références ».
Jean Dencausse, né le 8 septembre 1997 à Tarbes, est un nageur français. Il est considéré comme l'un des grands espoirs de la natation française.

## Biographie
Spécialiste de la brasse, Jean Dencausse se révèle en décembre 2013 aux Championnats de France de natation en petit bassin à Dijon. À 16 ans, il y décroche deux médailles, en argent sur 100 mètres brasse et en bronze sur 200 mètres brasse. Il termine cinquième sur 50 mètres brasse. En avril 2014, lors de ses premiers Championnats de France en grand bassin à Chartres, il se qualifie pour les finales du 100 mètres brasse et 200 mètres brasse, courses dans lesquelles il termine respectivement quatrième et cinquième. Il échoue pour un centième à se qualifier pour la finale du 50 mètres brasse. En novembre 2014, il franchit un nouveau cap à l'occasion des Championnats de France de natation en petit bassin à Montpellier. Il y obtient en effet son premier titre de champion de France chez les séniors, sur 200 mètres brasse. Il s'offre également une médaille d'argent sur 100 mètres brasse. Pour sa deuxième participation aux Championnats de France en grand bassin, à Limoges en avril 2015, il parvient une nouvelle fois à se qualifier pour une finale, sur 100 mètres brasse, dans laquelle il termine au pied du podium à la quatrième place. Il échoue néanmoins en séries du 50 mètres brasse et ne participe pas au 200 mètres brasse.